# 子般
子般（？—前662年），姬姓，名般，一作斑，魯莊公和孟任之子。
称子表示此时是其父鲁庄公死的当年。父亲魯莊公的夫人哀姜是齊國人，無子。莊公臨死前欲立庶子般為嗣君，莊公弟叔牙建議立庄公庶长兄公子慶父，另一位弟弟季友則支持立子般，季友於是借莊公之命赐死叔牙。
三十二年八月，莊公病逝，季友立子般為君，十月慶父殺子般，立莊公另一庶子啟為魯君，是為魯閔公。季友逃亡陳國。

## 家庭
父親：
- 魯庄公

母親：
- 孟任，生子般

兄弟：
- 魯閔公
- 魯僖公
- 公子遂（東門襄仲）
- 杞伯姬